# Don't Look Back in Anger
"Don't Look Back in Anger" är en låt av det engelska britpop-bandet Oasis. Låten utgavs den 19 februari 1996 som fjärde singel från deras andra album (What's the Story) Morning Glory?. Don't Look Back in Anger är skriven av Oasis gitarrist Noel Gallagher. Låten blev Oasis andra att klättra till förstaplatsen på englandslistan och första singel med Noel Gallagher på sång istället för Liam Gallagher.

## Listplaceringar
| Lista (1996)   | Position               |
| -------------- | ---------------------- |
| Australien     | 19                     |
| Danmark        | 1 ("Tjeklisten")       |
| Finland        | 3                      |
| Frankrike      | 8                      |
| Irland         | 1                      |
| Island         | 4                      |
| Kanada         | 24 (RPM)               |
| Nederländerna  | 30                     |
| Norge          | 19 (VG-lista)          |
| Nya Zeeland    | 20                     |
| Schweiz        | 27                     |
| Storbritannien | 1 (UK Singles Chart)   |
| Sverige        | 2 (Topplistan)         |
| Tyskland       | 57                     |
| USA            | 55 (Billboard Hot 100) |